# Filmová výchova
Filmová výchova (v českém vzdělávacím systému též Filmová/audiovizuální výchova) je vzdělávací obor a oblast propojující film jako umělecké odvětví a vzdělávání. Podle Asociace pro filmovou a audiovizuální výchovu se jedná o „oblast vzdělávání zaměřenou na rozvíjení kompetencí a znalostí recepce, analýzy, kritického hodnocení a tvorby filmových děl. Film není tedy pouhým prostředkem výuky nebo osvěty, ale jejím předmětem.“

## Terminologie
Pojem filmová výchova se používá nejčastěji samostatně, občas bývá zaměňován s termínem audiovizuální výchova, která však pokrývá širší oblast audiovizuální tvorby (včetně např. počítačových her, videomappingu nebo VJ-ingu). V anglofonních oblastech se používá nejčastěji termín screen education, ale také film education v užším slova smyslu. Výjimečně je možné setkat se s termínem, který spojuje pojmy výchova a vzdělávání, a to audiovizuální edukace.

## Filmová výchova v ČR
Pojem filmová výchova se v České republice objevil až v 60. letech 20. století, přestože se první pokusy o reflexi a osvětu v oblasti filmu odehrály už v meziválečném období. V té době šlo především o publicistické a osvětové články Otakara Štorcha-Mariena, Karla Teigeho, Karla Čapka, Vladislava Vančury nebo Stanislava Kostky Neumanna. Novou vlnu zájmu získal obor v devadesátých letech, následně pak kolem roku 2007 společně s přípravami Rámcových vzdělávacích programů (RVP).

### 20.–30. léta 20. století
Zlínský učitel Jaroslav Novotný dlouhodobě používal a prosazoval film jako školní pomůcku, což se mu dařilo za výrazné pomoci Masarykova výchovného ústavu a také filmových ateliérů firmy Baťa. V roce 1936 byl film schválen jako učební pomůcka zákonnou úpravou. Součástí snad o prosazení vzdělávacího aspektu filmu bylo rovněž masové zavedení 16mm projektorů do škol a distribuce osvětových filmů, které byly využívány v rozmanitých předmětech, včetně přírodopisu, zeměpisu nebo fyziky.

### 60. léta 20. století
Obnovu zájmu přineslo politické uvolnění v období 60. let, kdy se začali konkrétní filmoví historici a středoškolští pedagogové, jako např. Boris Jachnin, Zdeněk Stejskal a další věnovat úvahám o filmu jako svébytné disciplíně českého školství.

### 80.–90. léta
80. léta probíhala ve znamení nových pokusů o prosazení filmové výchovy, tentokrát především před programy vzdělávání budoucích pedagogů. Iniciativy opět vycházela především od filmových historiků a pracovníků Československého filmového ústavu (Boca Abrhámová, Jan Bernard, Ivan Klimeš, Michal Bregant, ad.) Uvedených plánů na prosazení oboru se dotkly především společenské změny v období Sametové revoluce a následné transformace kulturních institucí i českého školství. V následujících letech se obor stává doménou především kulturních organizací, které čerpají inspiraci z jiných evropských zemí. Mezi klíčové představitele patří tehdejší ředitel Letní filmové školy a kina Hvězda v Uherském Hradišti, Jiří Králík. Diskuse nad prosazením oboru ve vzdělávacím systému se vracejí opět až v letech 2005–2007, kdy se připravuje proměna osnov na Rámcové vzdělávací programy pro základní a střední školy. Národní ústav pro vzdělávání spouští moderovanou diskusi na Metodickém portálu, kde se vyjadřují významné osobnosti spojené s oborem o jeho budoucí podobě. Na základě této diskuse vzniká vzdělávací obsah nového oboru.

### Současnost
V první verzi RVP pro gymnázia se film neobjevuje, stává se jejich součástí až v roce 2010, kdy je schválen obor Filmová/audiovizuální výchova jako tzv. doplňující vzdělávací obor (společně s Taneční a pohybovou výchovou a Etickou výchovou). Ve stejném období vznikají první iniciativy, jako jsou pražské neziskové organizace Aeroškola, později Free Cinema nebo festival Juniorfest v Plzni. Obor se prosazuje zejména v neformálním vzdělávání, nedlouho poté je zaveden také samostatný okruh podpory Ministerstva kultury ČR a Státního fondu kinematografie.
Po nezdaru pracovních skupin při Ministerstvu kultury a Národním filmovém archivu vzniká v roce 2017 zastřešující oborová organizace, Asociace pro filmovou a audiovizuální výchovu. Ta sdružuje většinu organizací, které jsou v oboru aktivní. Z počátečních několika členů se tak na konci roku 2022 stává respektovaná organizace, jejímž členem je také např. Mezinárodní filmový festival ve Zlíně. Asociace mimo jiné připravuje kurzy pro učitele, pořádá odborná setkání a prezentace a vyvíjí také příručku filmu a audiovize pro základní školy s názvem Filmouka.
V roce 2016 vznikla první sociologická studie mapující výskyt filmové výchovy na základních školách a gymnáziích. Podle studie zpracované týmem kolem Terezy Czesany Dvořákové se film učí na 2 % základních škol a 14 % gymnázií. V roce 2022 byla dokončena nová sociologická studie pod vedením Dvořákové, realizátorem byla tentokrát Asociace pro filmovou a audiovizuální výchovu. Podle této studie se film učí již na 4% základních škol a 18% gymnázií.